# Zinado
Zinado est une commune rurale située dans le département de Zorgho de la province du Ganzourgou dans la région Plateau-Central au Burkina Faso.

## Géographie
Zinado est situé à environ 8 km au sud-ouest du centre de Zorgho, le chef-lieu du département et de la province.

## Santé et éducation
Zinado accueille un centre de santé et de promotion sociale (CSPS) tandis que le centre médical avec antenne chirurgicale (CMA) se trouve à Zorgho.